# Layoutplanung

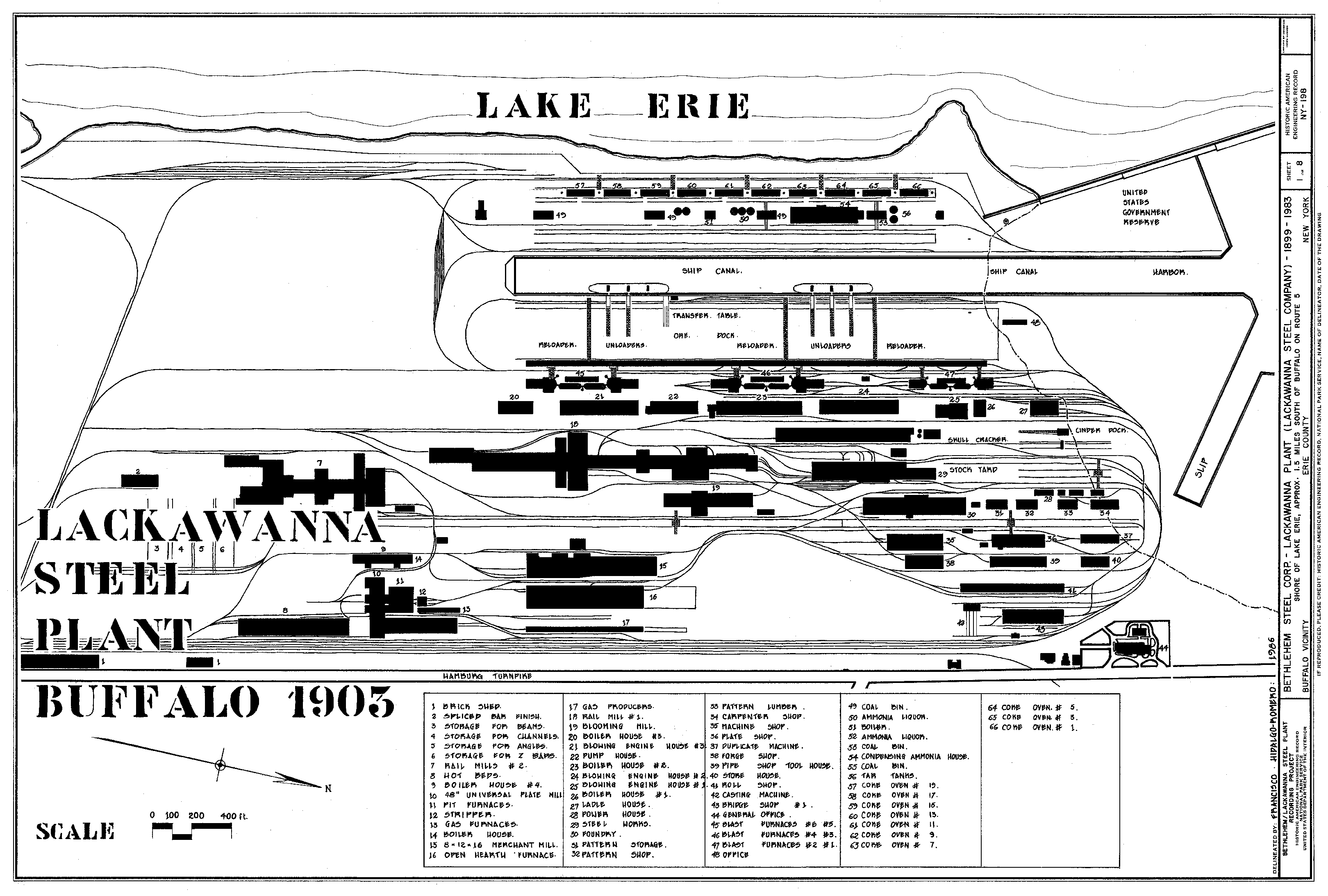

Die Layoutplanung, auch innerbetriebliche Standortplanung genannt, ist eine Aufgabe in der Produktionslogistik und Produktionswirtschaft und bezeichnet die räumliche Anordnung der Produktionssegmente bei der Fabrikplanung.
Hierbei stehen im Kern des Entscheidungsproblems die Anordnung der Produktionssegmente, die Materialflussbeziehungen und die Informationsflüsse bei der Verknüpfung der Produktionssegmente miteinander. Jedoch treten Probleme der Layoutplanung auch bei der Anordnung der Arbeitsplätze in Großraumbüros oder Warenarten in einem Lager auf.
Ziel ist in erster Linie die Minimierung der Transportleistung. Die Transportleistung ergibt sich aus dem Produkt von Transportaufkommen (Transportaufwand) und Versandweite (Transportweg). Auch die Transportzeiten, Raumkosten, Zwischenlagerkosten sowie Standortwechselkosten sollen minimiert werden. Ferner sollen eine gute Übersichtlichkeit und eine geringe Störanfälligkeit – durch gradlinige Materialflüsse, bei denen es im Idealfall zu keinen Kreuzungen oder Rückflüssen kommt – hergestellt werden.
Angewendet wird die Layoutplanung zur Neugestaltung, also zur erstmaligen Bestimmung des Standortes der Produktionssegmente, des Weiteren bei einer Umstellung der Materialflussbeziehungen zwischen verschiedenen Produktionssegmenten sowie bei der Erweiterung um zusätzliche Produktionssegmente.
Die Visualisierung der Materialflüsse erfolgt in der Regel mithilfe eines Sankey-Diagramms, eines Mengen-Wege-Bilds oder der Transportmengenmatrix.
Grundsätzlich wird zwischen Grob- und Feinlayoutplanung unterschieden.
Bei der Groblayoutplanung werden durch die Anordnung von abstrahierten Fabrikobjekten und unter Berücksichtigung räumlicher Restriktionen (bspw. Wände oder Stützen) mehrere Layoutvarianten erstellt. Zur Bewertung der Layoutvarianten wird neben der Berechnung der quantitativen Ziele (bspw. Transportleistung) häufig auch eine Nutzwertanalyse durchgeführt. So können auch qualitative Ziele (bspw. Übersichtlichkeit, Störanfälligkeit, Wandlungsfähigkeit) in die Bewertung einbezogen werden.
Bei der Feinlayoutplanung erfolgt die Ausgestaltung der abstrahierten Fabrikobjekte beziehungsweise des Layouts durch die exakte Positionierung von Maschinen und Arbeitsplätzen innerhalb der Produktionssegmente. Während die Groblayoutplanung häufig zweidimensional erfolgt, wird bei der Feinlayoutplanung oft ein 3D-Modell erstellt, mit welchem die dritte Raumebene einbezogen werden kann.

## Restriktionen der Layoutplanung
Die Layoutplanung wird durch u. a. Standortforderungen und Standortgegebenheiten eingeschränkt.

### Standortforderungen
Die zu bearbeitenden Produkte nehmen durch Größe, Gewicht und Flächenbedarf Einfluss auf Transport und Lagerung. Der Organisationstyp der Produktion beeinflusst die Anordnung der Produktionssegmente. Auch die Betriebsmittel stellen Ansprüche an die Layoutplanung. Der benötigte Flächenbedarf, die Form sowie die Bodentragfähigkeit muss berücksichtigt werden. Des Weiteren ist auf die Arbeiter Rücksicht zu nehmen. Diese stellen Ansprüche an Belüftung, Lichtverhältnisse, Lärmpegel usw.

### Standortgegebenheiten
In erster Linie sind die vorhandenen Gebäude einschränkend. Bei Veränderungen sind gesetzliche Restriktionen zu beachten. Hierzu zählen die Gewerbeordnung, die Arbeitsstättenverordnung, oder das Arbeitssicherheitsgesetz. Nicht zu vernachlässigen ist auch das Betriebsgelände. Topografische Gegebenheiten können Veränderungen erschweren oder sogar verhindern.